# 남일종합식품산업사
남일종합식품산업사는 1971년에 설립된 대한민국의 식품회사이다. 

## 연혁
- 1971년 4월 : 남일종합식품산업사 설립
- 1993년 2월: 보건사회부 청량음료 제조업 허가 취득
- 2001년 10월: 국립수의과학검역원 축산물 검역시행장지정
- 2002년 3월 : 서부산세무서장 표창
- 2003년 10월: 한국자원재생공사 옴부즈맨 위촉
- 2005년 3월: 부산지방국세청장 표창 수상
- 2006년 2월: 중소기업중앙회장 표창
- 2007년 4월: 한국통조림식품공업협동조합 감사선임
- 2010년 7월: 기업부설연구소 설치
- 2011년 2월: 중소기업청장상 수상
- 2011년 3월: 국세청장 수상
- 2014년 12월: 가족친화기업 선정
- 2015년 2월: 중소기업청장 수상
- 2017년 5월: 펭귄상표권 보유
- 2018년 4월 펭귄 상표 미국 특허등록

## 사업 조직
- 품질관리실
- 부설연구소
- 무역본부
  - 무역팀
- 생산본부
  - 생산팀
  - 관리팀
- 영업본부
  - 영업팀
  - 유통팀
  - 종합관리실

## 주요 생산품목
- 통조림 (수산물)
- 통조림 (농산물)